# 130年代
| 千纪： | 1千纪                                                                                  |
| 世纪： | 1世纪 \| 2世纪 \| 3世纪                                                                |
| 年代： | 100年代 \| 110年代 \| 120年代 \| 130年代 \| 140年代 \| 150年代 \| 160年代              |
| 年份： | 130年 \| 131年 \| 132年 \| 133年 \| 134年 \| 135年 \| 136年 \| 137年 \| 138年 \| 139年 |

130年代從130年1月1日開始，於139年12月31日結束。

## 大事记
- 131年，哈德良禁止猶太人舉行割禮、過安息日和閱讀猶太律法,引發了猶太人起義,羅馬軍隊耗時三年,屠殺58萬猶太人,才把起義鎮壓下去,從此猶太人被迫流浪世界各地。
- 132年——张衡发明候風地動儀。
- 132年－135年——第二次犹太人暴动，猶太省被改名为巴勒斯坦省，犹太人被遣散。